# Bitwa w zatoce Dan-no-Ura
Bitwa w zatoce Dan-no-Ura (jap. 壇ノ浦の戦い Dan-no-Ura no tatakai) – bitwa morska, która miała miejsce 25 kwietnia 1185 r. w trakcie wojny Gempei (1180-1185). Była decydującym starciem pomiędzy rodami: Minamoto (także nazwa Genji) i Taira (także nazwa Heike lub Heishi), w wyniku którego ród Minamoto zapewnił sobie władzę w Japonii na wiele lat.

## Bitwa
Do bitwy doszło w miesiąc po zwycięstwie Yoshitsune Minamoto w bitwie pod Yashima. Tairowie zebrali swoje wojska na okrętach na zachodnim krańcu Morza Wewnętrznego, niedaleko Dan-no-Ura u wylotu cieśniny Shimonoseki. Flota Minamoto była liczniejsza, liczyła ok. trzech tysięcy jednostek, Tairowie dysponowali natomiast znajomością terenu, aczkolwiek mieli słabsze siły (ok. tysiąca łodzi).
Hyodoji Hideto dowodził pierwszą linią ok. 500 łodzi Tairów; druga liczyła ok. 200, a trzecia – pod komendą najmłodszego syna Kiyomoriego – ok. 300. Walkę rozpoczęli łucznicy Tairów ostrzeliwując wrogie jednostki. W początkowej fazie bitwy, kierunek pływu znosił okręty Minamoto, co wykorzystali Tairowie, próbując oskrzydlić przeciwnika. Późnym przedpołudniem, kierunek prądu odwrócił się, co dało przewagę Minamotom, i wojownicy obu flot zwarli się w walce na pokładach okrętów.
Decydującym momentem była zdrada Yoshizumi Miura, który przeszedł na stronę Minamoto, nie tylko uderzając na tyły dotychczasowych sprzymierzeńców, ale także informując dowódców Minamoto, na którym okręcie znajduje się sześcioletni cesarz Antoku, co pozwoliło im skoncentrować ataki na tej jednostce. Obawiając się niewoli, babka (lub opiekunka) cesarza, chroniąc godność chłopca, wskoczyła z nim do morza i oboje utonęli. Według legendy, wraz z cesarzem morze pochłonęło jedno z trzech regaliów cesarskich – miecz Kusanagi.
Po śmierci cesarza wielu wojowników klanu Taira popełniło samobójstwo poprzez seppuku lub rzucając się do morza. Klęska rodu Taira pod Dan-no-Ura okazała się decydująca dla wyniku wojny. Wydarzenia te były przełomem w historii Japonii. Zakończyły bowiem okres kultury dworskiej i rządów arystokracji o nazwie Heian (794-1185) i rozpoczęły okres Kamakura (1185-1333) dominacji władców wojskowych.
Japończycy wierzą, że duchy poległych wojowników rodu Taira (Heike) przekształciły się w małe kraby, żyjące na dnie tej zatoki. Ich skorupa przypomina bowiem głowę samuraja. Stąd też nazywają się one Heike-gani (ang. Heike crabs) lub „krabami-samurajami”. Nazwa naukowa to: Heikeopsis japonica.

## Nazewnictwo geograficzne
Nazwa miejsca bitwy: Dan-no-Ura (lub Dan-no-ura; 壇ノ浦), jest tłumaczona w różnych publikacjach zarówno jako cieśnina (błędnie), jak i zatoka (bliskie prawdy). Słowo dan oznacza podwyższenie, podium, platformę, miejsce wyższe niż otoczenie. Natomiast słowo ura (odnosi się do morza i jeziora) oznacza: zatokę (ang. bay, gulf), wnękową krawędź brzegu; miejsce, gdzie woda wnika, wdziera się, ale także krawędź brzegu, plażę (synonimami są słowa: umi-be i mizu-giwa). Wielki słownik japońsko-japoński Kojien definiuje słowo ura jako: wygięcie linii brzegowej (jak łuk), spowodowane przez wodę morską lub jeziora.

## Galeria

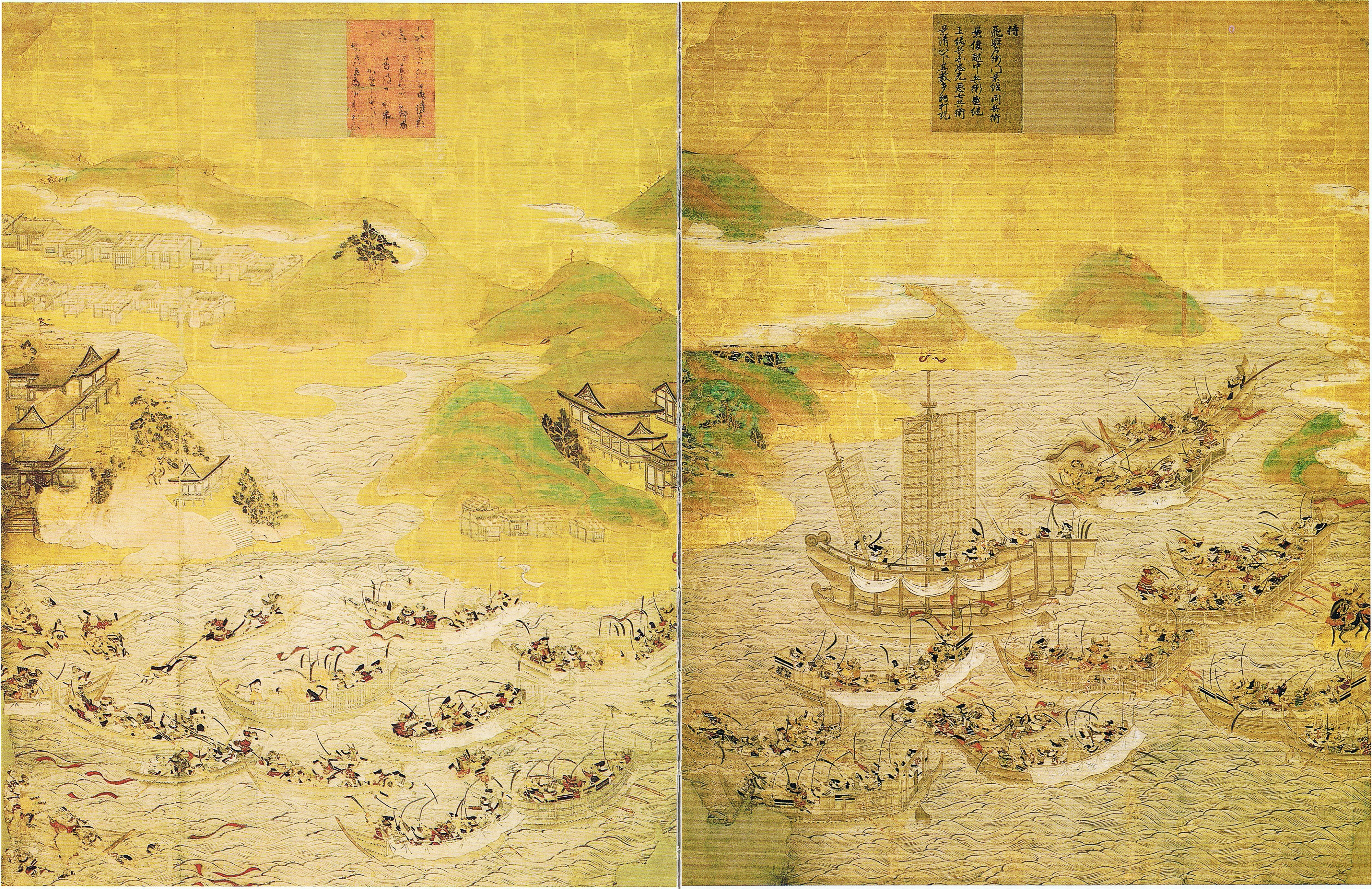
Scena z bitwy
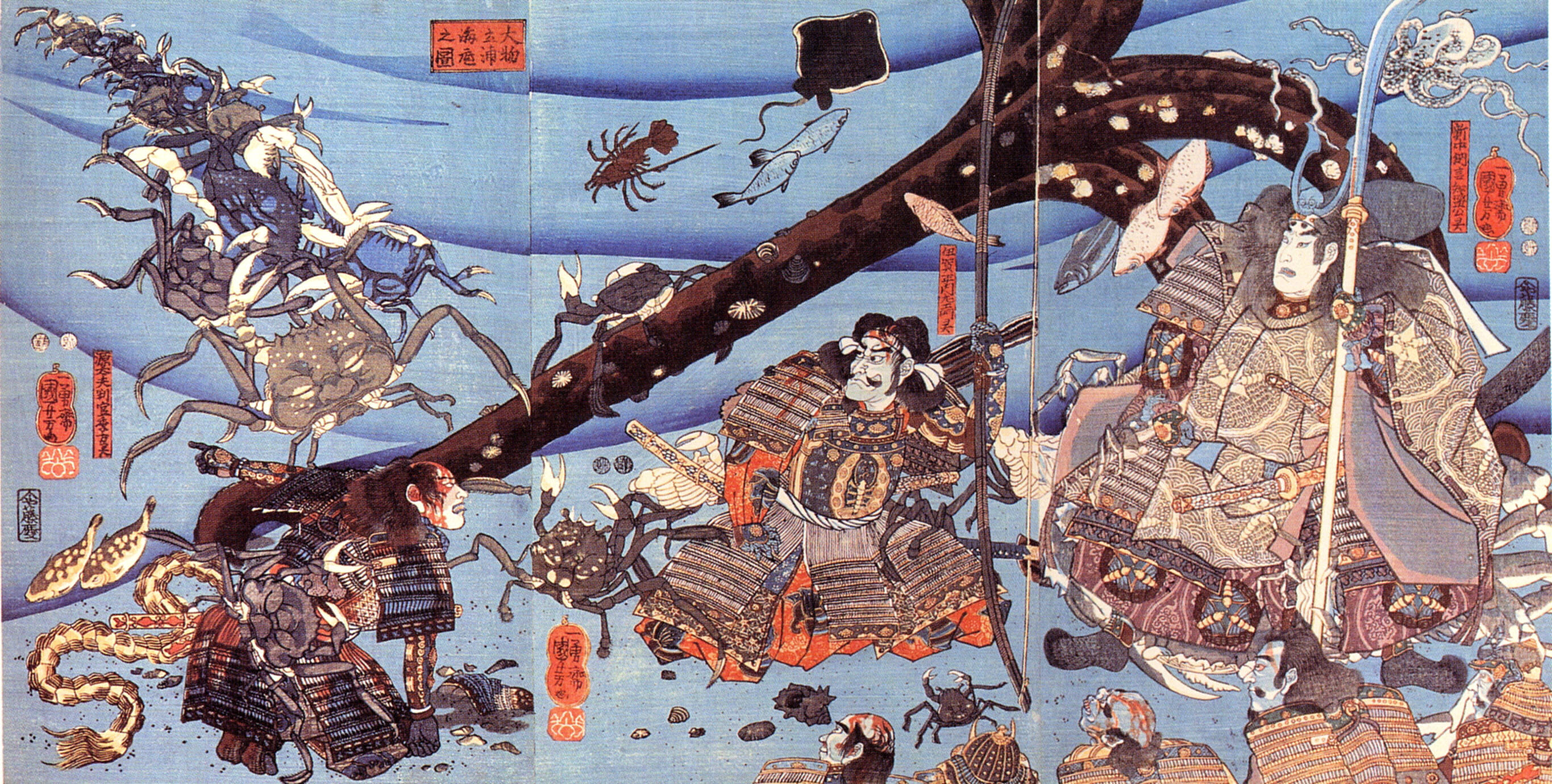
Kraby i duchy samurajów (autor: Kuniyoshi Utagawa)
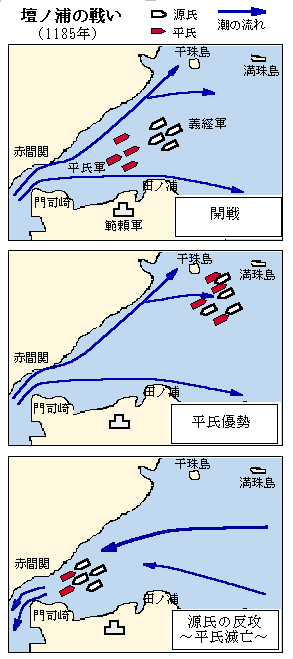
Fazy bitwy w zatoce Dan-no-Ura; okręty Tairów – czerwone, Minamoto – białe